# ANTXR2
ANTXR2 (англ. Anthrax toxin receptor 2) — білок, який кодується однойменним геном, розташованим у людей на короткому плечі 4-ї хромосоми.  Довжина поліпептидного ланцюга білка становить 489 амінокислот, а молекулярна маса — 53 666.
| 10         |  | 20         |  | 30         |  | 40         |  | 50         |
| ---------- |  | ---------- |  | ---------- |  | ---------- |  | ---------- |
| MVAERSPARS |  | PGSWLFPGLW |  | LLVLSGPGGL |  | LRAQEQPSCR |  | RAFDLYFVLD |
| KSGSVANNWI |  | EIYNFVQQLA |  | ERFVSPEMRL |  | SFIVFSSQAT |  | IILPLTGDRG |
| KISKGLEDLK |  | RVSPVGETYI |  | HEGLKLANEQ |  | IQKAGGLKTS |  | SIIIALTDGK |
| LDGLVPSYAE |  | KEAKISRSLG |  | ASVYCVGVLD |  | FEQAQLERIA |  | DSKEQVFPVK |
| GGFQALKGII |  | NSILAQSCTE |  | ILELQPSSVC |  | VGEEFQIVLS |  | GRGFMLGSRN |
| GSVLCTYTVN |  | ETYTTSVKPV |  | SVQLNSMLCP |  | APILNKAGET |  | LDVSVSFNGG |
| KSVISGSLIV |  | TATECSNGIA |  | AIIVILVLLL |  | LLGIGLMWWF |  | WPLCCKVVIK |
| DPPPPPAPAP |  | KEEEEEPLPT |  | KKWPTVDASY |  | YGGRGVGGIK |  | RMEVRWGDKG |
| STEEGARLEK |  | AKNAVVKIPE |  | ETEEPIRPRP |  | PRPKPTHQPP |  | QTKWYTPIKG |
| RLDALWALLR |  | RQYDRVSLMR |  | PQEGDEVCIW |  | ECIEKELTA  |  |            |

A: Аланін

C: Цистеїн

D: Аспарагінова кислота

E: Глутамінова кислота

F: Фенілаланін

G: Гліцин

H: Гістидин

I: Ізолейцин

K: Лізин

L: Лейцин

M: Метіонін

N: Аспарагін

P: Пролін

Q: Глутамін

R: Аргінін

S: Серин

T: Треонін

V: Валін

W: Триптофан

Кодований геном білок за функціями належить до рецепторів, фосфопротеїнів. 
Задіяний у таких біологічних процесах, як поліморфізм, альтернативний сплайсинг. 
Білок має сайт для зв'язування з іонами металів. 
Локалізований у клітинній мембрані, мембрані, ендоплазматичному ретикулумі.
Також секретований назовні.